# Liga ACB 1989-1990
La Liga ACB 1989-1990 è stata la 34ª edizione del massimo campionato spagnolo di pallacanestro maschile. La vittoria finale è stata ad appannaggio del Barcellona.

## Risultati

### Stagione regolare

#### Prima fase

##### Grupo A-1
|     | Squadra                 | G  | V  | P  | PF    | PS    | Qualificazione |
| --- | ----------------------- | -- | -- | -- | ----- | ----- | -------------- |
| 1.  | Ram Joventut            | 22 | 16 | 6  | 1.908 | 1.703 | Grupo I        |
| 2.  | Real Madrid             | 22 | 15 | 7  | 1.957 | 1.885 | Grupo I        |
| 3.  | Barcellona              | 22 | 14 | 9  | 2.058 | 1.883 | Grupo I        |
| 4.  | Estudiantes Caja Postal | 22 | 14 | 8  | 1.826 | 1.775 | Grupo I        |
| 5.  | Caja de Ronda           | 22 | 14 | 8  | 1.787 | 1.737 | Grupo I        |
| 6.  | CAI Saragozza           | 22 | 12 | 10 | 1.870 | 1.808 | Grupo I        |
| 7.  | Taugrés Baskonia        | 22 | 11 | 11 | 1.921 | 1.867 | Grupo II       |
| 8.  | Grupo IFA               | 22 | 11 | 11 | 1.850 | 1.865 | Grupo III      |
| 9.  | Valvi Girona            | 22 | 9  | 13 | 1.805 | 1.923 | Grupo II       |
| 10. | Cajabilbao              | 22 | 7  | 15 | 1.745 | 1.880 | Grupo III      |
| 11. | BBV Villalba            | 22 | 7  | 15 | 1.745 | 1.857 | Grupo II       |
| 12. | Clesa Ferrol            | 22 | 2  | 20 | 1.626 | 1.915 | Grupo III      |

##### Grupo A-2
|     | Squadra           | G  | V  | P  | PF    | PS    | Qualificazione |
| --- | ----------------- | -- | -- | -- | ----- | ----- | -------------- |
| 1.  | Fórum Valladolid  | 22 | 20 | 2  | 1.921 | 1.727 | Grupo I        |
| 2.  | Mayoral Maristas  | 22 | 15 | 7  | 1.818 | 1.746 | Grupo I        |
| 3.  | Magia Huesca      | 22 | 14 | 8  | 1.905 | 1.795 | Grupo III      |
| 4.  | Pamesa Valencia   | 22 | 13 | 9  | 1.886 | 1.815 | Grupo II       |
| 5.  | DYC Breogán       | 22 | 12 | 10 | 1.764 | 1.682 | Grupo III      |
| 6.  | Cajacanarias      | 22 | 11 | 11 | 1.818 | 1.825 | Grupo II       |
| 7.  | TDK Manresa       | 22 | 10 | 12 | 1.818 | 1.813 | Grupo III      |
| 8.  | Caixa Ourense     | 22 | 9  | 13 | 1.689 | 1.794 | Grupo II       |
| 9.  | Puleva Granada    | 22 | 8  | 14 | 1.620 | 1.705 | Grupo III      |
| 10. | Gran Canaria      | 22 | 8  | 14 | 1.586 | 1.695 | Grupo II       |
| 11. | Caja San Fernando | 22 | 6  | 16 | 1.757 | 1.914 | Grupo III      |
| 12. | Tenerife Nº1      | 22 | 6  | 16 | 1.708 | 1.805 | Grupo II       |

#### Seconda fase

##### Grupo I
|    | Squadra                 | G  | V  | P  | PF    | PS    | Qualificazione          |
| -- | ----------------------- | -- | -- | -- | ----- | ----- | ----------------------- |
| 1. | Barcellona              | 14 | 13 | 1  | 1.291 | 1.111 | playoff                 |
| 2. | Real Madrid             | 14 | 9  | 5  | 1.202 | 1.152 | playoff                 |
| 3. | Ram Joventut            | 14 | 8  | 6  | 1.188 | 1.193 | playoff                 |
| 4. | Caja de Ronda           | 14 | 7  | 7  | 1.087 | 1.110 | playoff                 |
| 5. | Estudiantes Caja Postal | 14 | 6  | 8  | 1.125 | 1.129 | playoff                 |
| 6. | Fórum Valladolid        | 14 | 6  | 8  | 1.103 | 1.154 | playoff                 |
| 7. | CAI Saragozza           | 14 | 5  | 9  | 1.145 | 1.159 | spareggi posizionamento |
| 8. | Mayoral Maristas        | 14 | 2  | 12 | 1.072 | 1.205 | spareggi posizionamento |

##### Grupo II
|    | Squadra           | G  | V  | P  | PF    | PS    | Qualificazione          |
| -- | ----------------- | -- | -- | -- | ----- | ----- | ----------------------- |
| 1. | Grupo IFA         | 14 | 10 | 4  | 1.252 | 1.156 | playoff                 |
| 2. | Magia Huesca      | 14 | 9  | 5  | 1.212 | 1.159 | spareggi posizionamento |
| 3. | Cajabilbao        | 14 | 9  | 5  | 1.198 | 1.192 | spareggi posizionamento |
| 4. | Caja San Fernando | 14 | 8  | 6  | 1.112 | 1.134 | spareggi posizionamento |
| 5. | DYC Breogán       | 14 | 7  | 7  | 1.152 | 1.147 | playout                 |
| 6. | Clesa Ferrol      | 14 | 6  | 8  | 1.167 | 1.128 | playout                 |
| 7. | Puleva Granada    | 14 | 5  | 9  | 1.129 | 1.150 | playout                 |
| 8. | TDK Manresa       | 14 | 2  | 12 | 1.103 | 1.259 | playout                 |

##### Grupo III
|    | Squadra          | G  | V  | P  | PF    | PS    | Qualificazione          |
| -- | ---------------- | -- | -- | -- | ----- | ----- | ----------------------- |
| 1. | Taugrés Baskonia | 14 | 12 | 2  | 1.266 | 1.077 | playoff                 |
| 2. | Pamesa Valencia  | 14 | 11 | 3  | 1.252 | 1.145 | spareggi posizionamento |
| 3. | BBV Villalba     | 14 | 9  | 5  | 1.223 | 1.180 | spareggi posizionamento |
| 4. | CajaCanarias     | 14 | 6  | 8  | 1.230 | 1.228 | spareggi posizionamento |
| 5. | Valvi Girona     | 14 | 6  | 8  | 1.166 | 1.177 | playout                 |
| 6. | Gran Canaria     | 14 | 5  | 9  | 1.038 | 1.127 | playout                 |
| 7. | Tenerife Nº1     | 14 | 4  | 10 | 1.190 | 1.314 | playout                 |
| 8. | Caixa Ourense    | 14 | 3  | 11 | 1.183 | 1.301 | playout                 |

### Play-out
|  | Semifinali  | Semifinali  | Semifinali  |             |         | Finale  | Finale | Finale |  |
|  |             |             |             |             |         |         |        |        |  |
|  | Girona      | Girona      | 3           |             |         |         |        |        |  |
|  | Girona      | Girona      | 3           |             |         |         |        |        |  |
|  | Manresa     | Manresa     | 0           |             |         |         |        |        |  |
|  | Manresa     | Manresa     | 0           |             | Manresa | Manresa | 3      |        |  |
|  |             |             |             |             | Manresa | Manresa | 3      |        |  |
|  |             |             | Tenerife AB | Tenerife AB | 1       |         |        |        |  |
|  | OAR Ferrol  | OAR Ferrol  | Tenerife AB | Tenerife AB | 1       | 3       |        |        |  |
|  | OAR Ferrol  | OAR Ferrol  |             |             |         |         |        |        |  |
|  | Tenerife AB | Tenerife AB | 2           |             |         |         |        |        |  |

|  | Semifinali      | Semifinali      | Semifinali   |              |         | Finale  | Finale | Finale |  |
|  |                 |                 |              |              |         |         |        |        |  |
|  | Breogán         | Breogán         | 3            |              |         |         |        |        |  |
|  | Breogán         | Breogán         | 3            |              |         |         |        |        |  |
|  | Ourense         | Ourense         | 1            |              |         |         |        |        |  |
|  | Ourense         | Ourense         | 1            |              | Ourense | Ourense | 3      |        |  |
|  |                 |                 |              |              | Ourense | Ourense | 3      |        |  |
|  |                 |                 | Gran Canaria | Gran Canaria | 1       |         |        |        |  |
|  | Gran Canaria    | Gran Canaria    | Gran Canaria | Gran Canaria | 1       | 1       |        |        |  |
|  | Gran Canaria    | Gran Canaria    |              |              |         |         |        |        |  |
|  | Oximesa Granada | Oximesa Granada | 3            |              |         |         |        |        |  |

Verdetti: Tenerife Nº1 e Gran Canaria retrocesse in Primera División B

### Spareggi posizionamento
| CAI Saragozza | 3 – 0 | Cajacanarias |

| Mayoral Maristas | 1 – 3 | Caja San Fernando |

| Pamesa Valencia | 3 – 0 | Cajabilbao |

| Huesca Magia | 1 – 3 | BBV Villalba |

Verdetti: CAI Saragozza, Caja San Fernando, Pamesa Valencia e BBV Villalba ammesse al Gruppo A-1 per la stagione successiva

## Playoff
|  | Quarti di finale | Quarti di finale | Quarti di finale  |                   |                   | Semifinali  | Semifinali | Semifinali |  |  | Finali | Finali     | Finali |
|  |                  |                  |                   |                   |                   |             |            |            |  |  |        |            |        |
|  | 1.               | Barcellona       | 2                 |                   |                   |             |            |            |  |  |        |            |        |
|  | 8.               | Granollers EB    | 1                 |                   |                   |             |            |            |  |  |        |            |        |
|  | 8.               | Granollers EB    | 1                 |                   | 1.                | Barcellona  | 3          |            |  |  |        |            |        |
|  |                  |                  |                   |                   | 1.                | Barcellona  | 3          |            |  |  |        |            |        |
|  |                  | 5.               | Estudiantes       | 0                 |                   |             |            |            |  |  |        |            |        |
|  | 4.               | 5.               | Estudiantes       | 0                 | Caja de Ronda     | 0           |            |            |  |  |        |            |        |
|  | 4.               |                  |                   |                   | Caja de Ronda     | 0           |            |            |  |  |        |            |        |
|  | 5.               | Estudiantes      | 2                 |                   |                   |             |            |            |  |  |        |            |        |
|  |                  |                  |                   |                   |                   |             |            |            |  |  | 1.     | Barcellona | 3      |
|  |                  |                  | 3.                | Joventut Badalona | 0                 |             |            |            |  |  |        |            |        |
|  | 2.               | Real Madrid      | 2                 |                   |                   |             |            |            |  |  |        |            |        |
|  | 7.               | Saski Baskonia   | 0                 |                   |                   |             |            |            |  |  |        |            |        |
|  | 7.               | Saski Baskonia   | 0                 |                   | 2.                | Real Madrid | 0          |            |  |  |        |            |        |
|  |                  |                  |                   |                   | 2.                | Real Madrid | 0          |            |  |  |        |            |        |
|  |                  | 3.               | Joventut Badalona | 3                 |                   |             |            |            |  |  |        |            |        |
|  | 3.               | 3.               | Joventut Badalona | 3                 | Joventut Badalona | 2           |            |            |  |  |        |            |        |
|  | 3.               |                  |                   |                   | Joventut Badalona | 2           |            |            |  |  |        |            |        |
|  | 6.               | Valladolid       | 0                 |                   |                   |             |            |            |  |  |        |            |        |

| Liga ACB 1989-1990   |
| -------------------- |
| Barcellona 7º titolo |

## Formazione vincitrice
| N° | Naz.                   | Ruolo | Sportivo                  |  | Alt. |  |
| -- | ---------------------- | ----- | ------------------------- |  | ---- |  |
| 4  | Spagna (bandiera)      | AG    | Andrés Jiménez            |  | 205  |  |
| 5  | Spagna (bandiera)      | P     | Joaquim Costa             |  | 184  |  |
| 6  | Spagna (bandiera)      | A     | Xavier Marín              |  | 198  |  |
| 7  | Spagna (bandiera)      | P     | Ignacio Solozábal         |  | 185  |  |
| 8  | Spagna (bandiera)      | C     | Steve Trumbo              |  | 206  |  |
| 9  | Spagna (bandiera)      | C     | Arturo Llopis             |  | 206  |  |
| 10 | Stati Uniti (bandiera) | AG    | David Wood                |  | 206  |  |
| 12 | Spagna (bandiera)      | A     | Xavi Crespo               |  | 201  |  |
| 13 | Spagna (bandiera)      | C     | Ferrán Martínez           |  | 212  |  |
| 14 | Stati Uniti (bandiera) | AC    | Audie Norris              |  | 206  |  |
| 15 | Spagna (bandiera)      | GA    | Juan Antonio San Epifanio |  | 198  |  |
|    | Spagna (bandiera)      | A     | Oscar De la Torre         |  |      |  |
|    | Spagna (bandiera)      | A     | Claudi Martínez           |  | 198  |  |
|    | Spagna (bandiera)      | A     | Lisard González           |  | 199  |  |
|    | Spagna (bandiera)      | C     | Xavi Ruiz                 |  | 208  |  |
|    | Spagna (bandiera)      | All.  | Aíto García Reneses       |  |      |  |